# 25. Kanadisches Kabinett

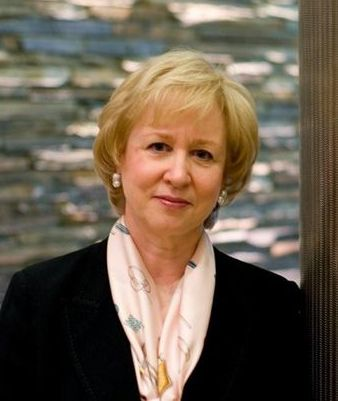
Kim Campbell

Das 25. Kanadische Kabinett (engl. 25th Canadian Ministry, franz. 25e conseil des ministres du Canada) regierte Kanada vom 25. Juni 1993 bis zum 3. November 1993. Dieses von Premierministerin Kim Campbell angeführte Kabinett bestand aus Mitgliedern der Progressiv-konservativen Partei.

## Minister
| Amt                                                              | Name              | Zeitraum                         |
| ---------------------------------------------------------------- | ----------------- | -------------------------------- |
| Premierminister                                                  | Kim Campbell      | 25. Juni 1993 – 3. November 1993 |
| Vize-Premierminister                                             | Jean Charest      | 25. Juni 1993 – 3. November 1993 |
| Außenminister                                                    | Perrin Beatty     | 25. Juni 1993 – 3. November 1993 |
| Justizminister und Attorney General                              | Pierre Blais      | 25. Juni 1993 – 3. November 1993 |
| Verteidigungsminister                                            | Thomas Siddon     | 25. Juni 1993 – 3. November 1993 |
| Finanzminister                                                   | Gilles Loiselle   | 25. Juni 1993 – 3. November 1993 |
| Minister für nationale Einkünfte                                 | Garth Turner      | 25. Juni 1993 – 3. November 1993 |
| Minister für internationalen Handel                              | Thomas Hockin     | 25. Juni 1993 – 3. November 1993 |
| Verkehrsminister                                                 | Jean Corbeil      | 25. Juni 1993 – 3. November 1993 |
| Umweltminister                                                   | Pierre H. Vincent | 25. Juni 1993 – 3. November 1993 |
| Arbeitsminister                                                  | Bernard Valcourt  | 25. Juni 1993 – 3. November 1993 |
| Minister für nationale Gesundheit und Wohlfahrt                  | Mary Collins      | 25. Juni 1993 – 3. November 1993 |
| Landwirtschaftsminister                                          | Charles Mayer     | 25. Juni 1993 – 3. November 1993 |
| Minister für Fischerei und Ozeane                                | Ross Reid         | 25. Juni 1993 – 3. November 1993 |
| Forstwirtschaftsminister                                         | Barbara Sparrow   | 25. Juni 1993 – 3. November 1993 |
| Minister für Energie, Bergbau und Ressourcen                     | Barbara Sparrow   | 25. Juni 1993 – 3. November 1993 |
| Minister für Industrie, Wissenschaft und Industrie               | Jean Charest      | 25. Juni 1993 – 3. November 1993 |
| Wissenschaftsminister                                            | Rob Nicholson     | 25. Juni 1993 – 3. November 1993 |
| Minister für Kommunikation                                       | Monique Landry    | 25. Juni 1993 – 3. November 1993 |
| Minister für Konsumenten- und Unternehmensangelegenheiten        | Jean Charest      | 25. Juni 1993 – 3. November 1993 |
| Minister für Versorgung und Dienstleistungen                     | Paul Dick         | 25. Juni 1993 – 3. November 1993 |
| Minister für staatliche Bauvorhaben                              | Paul Dick         | 25. Juni 1993 – 3. November 1993 |
| Minister für Beschäftigung und Einwanderung                      | Bernard Valcourt  | 25. Juni 1993 – 3. November 1993 |
| Minister für Multikulturalismus und Staatsbürgerschaft           | Gerry Weiner      | 25. Juni 1993 – 3. November 1993 |
| Minister für Indianerangelegenheiten und Entwicklung des Nordens | Pauline Browes    | 25. Juni 1993 – 3. November 1993 |
| Minister für das atlantische Kanada                              | Ross Reid         | 25. Juni 1993 – 3. November 1993 |
| Minister für wirtschaftliche Diversifikation des Westens         | Larry Schneider   | 25. Juni 1993 – 3. November 1993 |
| Minister für Veteranenangelegenheiten                            | Peter McCreath    | 25. Juni 1993 – 3. November 1993 |
| Staatssekretär für Kanada                                        | Monique Landry    | 25. Juni 1993 – 3. November 1993 |
| Präsident des Schatzamtausschusses                               | Jim Edwards       | 25. Juni 1993 – 3. November 1993 |
| Präsident des Kronrates                                          | Pierre Blais      | 25. Juni 1993 – 3. November 1993 |
| Solicitor General                                                | Douglas Lewis     | 25. Juni 1993 – 3. November 1993 |
| Fraktionsvorsitzender der Regierungspartei im Unterhaus          | Douglas Lewis     | 25. Juni 1993 – 3. November 1993 |
| Fraktionsvorsitzender der Regierungspartei im Senat              | Lowell Murray     | 25. Juni 1993 – 3. November 1993 |